# Gustavo Salvatierra
Gustavo Salvatierra García (Cochabamba, 24 de mayo de 1992) es un futbolista boliviano juega como guardameta en San Antonio Bulo Bulo de la Primera División de Bolivia.

## Clubes
| Club                    | País    | Año         |
| ----------------------- | ------- | ----------- |
| The Strongest           | Bolivia | 2013        |
| Petrolero               | Bolivia | 2013        |
| The Strongest           | Bolivia | 2014        |
| Jorge Wilstermann       | Bolivia | 2014 - 2016 |
| San José                | Bolivia | 2016        |
| Oriente Petrolero       | Bolivia | 2017        |
| San José                | Bolivia | 2018 - 2019 |
| Universitario de Sucre  | Bolivia | 2019        |
| Real Potosí             | Bolivia | 2020        |
| Atlético Palmaflor      | Bolivia | 2021 - 2022 |
| Nacional Potosí         | Bolivia | 2023        |
| Independiente Petrolero | Bolivia | 2024        |
| San Antonio Bulo Bulo   | Bolivia | 2025-Act.   |

## Palmarés

### Títulos nacionales
| Título           | Club              | País    | Año           |
| ---------------- | ----------------- | ------- | ------------- |
| Primera División | Jorge Wilstermann | Bolivia | Clausura 2016 |
| Primera División | San José          | Bolivia | Clausura 2018 |